# Ed Skrein
Edward George Skrein (/skraɪn/; Camden, Londres, 29 de març de 1983) és un ràpper i un actor anglés. Fora de la seua carrera musical és conegut per els seus papers com a Daario Naharis en la tercera temporada de Game of Thrones, com a Frank Martin Jr. a The Transporter Refueled, com a Francis Freeman/Ajax a Deadpool, i com el caçador-guerrer arrogant dit Zapan a Alita: Battle Angel.

## Filmografia
| Any  | Títol                        | Paper                  | Notes |
| ---- | ---------------------------- | ---------------------- | --- |
| 2012 | Piggy                        | Jamie                  | |
| 2012 | Ill Manors                   | Edward "Ed" Richardson | |
| 2012 | The Sweeney                  | David                  | |
| 2013 | Goldfish                     | Vincent                | Curtmetratge |
| 2014 | Northmen: A Viking Saga      | Hjorr                  | |
| 2015 | Sword of Vengeance           | Treden                 | |
| 2015 | Tiger House                  | Callum                 | |
| 2015 | Kill Your Friends            | Danny Rent             | |
| 2015 | The Transporter Refueled     | Frank Martin Jr.       | |
| 2016 | Deadpool                     | Francis Freeman/ Ajax  | Premi de Cinema de MTV a la millor lluita (amb Ryan Reynolds) Nominat – Premis Tria dels Joves per a Dolent de Pel·lícula Nominat – Premi de Cinema de MTV per a Dolent de Pel·lícula |
| 2016 | The Model                    | Shane White            | |
| 2018 | In Darkness                  | Marc                   | |
| 2018 | Patrick                      | Vet                    | |
| 2018 | Tau                          | Alex                   | |
| 2018 | Little River Run             |                        | Curtmetratge; Director & Guionistes Premi del Jurat Juvenil del Festival de Curtmetratges Encounters                                                                                  |
| 2018 | If Beale Street Could Talk   | Agent Bell             | |
| 2019 | Alita: Battle Angel          | Zapan                  | |
| 2019 | Maleficent: Mistress of Evil |                        | Postproducció |
| 2019 | Midway                       | Tinent Dick Best       | Postproducció |
| 2019 | Born a King                  | Philby                 | Postproducció |
| N/S  | Mona Lisa and the Blood Moon |                        | Postproducció |